# New London (Wisconsin)
New London és una població dels Estats Units a l'estat de Wisconsin. Segons el cens del 2000 tenia 7.085 habitants.

## Demografia
Segons el cens del 2000, New London tenia 7.085 habitants, 2.894 habitatges, i 1.843 famílies. La densitat de població era de 488,5 habitants per km².
Dels 2.894 habitatges en un 33,1% hi vivien nens de menys de 18 anys, en un 48,9% hi vivien parelles casades, en un 10,4% dones solteres, i en un 36,3% no eren unitats familiars. En el 30,3% dels habitatges hi vivien persones soles el 13,5% de les quals corresponia a persones de 65 anys o més que vivien soles. El nombre mitjà de persones vivint en cada habitatge era de 2,38 i el nombre mitjà de persones que vivien en cada família era de 2,98.
Per edats la població es repartia de la següent manera: un 25,5% tenia menys de 18 anys, un 9,7% entre 18 i 24, un 30,2% entre 25 i 44, un 18,8% de 45 a 60 i un 15,8% 65 anys o més.
L'edat mediana era de 35 anys. Per cada 100 dones de 18 o més anys hi havia 91,2 homes.
La renda mediana per habitatge era de 37.491 $ i la renda mediana per família de 49.028 $. Els homes tenien una renda mediana de 34.481 $ mentre que les dones 21.728 $. La renda per capita de la població era de 18.153 $. Aproximadament el 3,8% de les famílies i el 5,9% de la població estaven per davall del llindar de pobresa.

## Poblacions més properes
El següent diagrama mostra les poblacions més properes.